# Liroy Zhairi
Liroy Zhairi (in ebraico לירוי צעירי‎?; Magshimim, 2 marzo 1989) è un ex calciatore israeliano, di ruolo centrocampista.

## Carriera

### Club
Ha giocato nella massima serie dei campionati israeliano e belga.